# Oolong
Oolong (ウーロン/Uron?) (Xuất xứ từ Trung Quốc:烏龍) (sinh ngày 28 tháng 7 năm 1994 - chết ngày 07 tháng 1 năm 2003) là một con thỏ nhà thuộc [sở hữu] của ông Hironori Akutagawa. Chú thỏ Oolong này đã trở thành một hiện tượng Internet sau khi được người chủ đăng tải những hình ảnh thể hiện kỹ năng giữ thăng bằng đồ vật trên đầu, như là bánh rán Dorayaki. Chú nổi tiếng và được biết tới ngay cả với tờ báo New York Times.

## Lịch sử
Chú thỏ có tên Oolong đã trở thành một ngôi sao trên mạng nhờ tính nhẫn nại đi kèm với khả năng giữ thăng bằng đồ vật. Oolong bắt đầu trình diễn từ năm 1999 và nó đã trở thành diễn viên xiếc nghiệp dư chuyên giữ các vật nhẹ trên đầu để chủ chụp ảnh rồi đăng tải lên mạng. Blog của chủ Oolong, Hironori Akutagawa, đạt lượng người truy cập lên tới 2,5 triệu. Bên cạnh đó, Oolong còn là nhân vật chính trong một cuốn sách và là một ngôi sao trên Internet.

## Phổ biến
Oolong có rất nhiều những tấm hình độc đáo trong đó chú đội trên đầu các loại vật dụng như đĩa CD, bánh ngọt, chai lọ, cà rốt. Để tưởng nhớ Oolong, một cuốn sách ảnh đã được xuất bản tại Nhật sau khi chú qua đời. Oolong là một trong những 'ngôi sao' động vật đầu tiên trên mạng nhờ tính kiên nhẫn cùng năng lực giữ thăng bằng đặc biệt của mình.
Những bức hình về Oolong được chủ sở hữu đăng lên trang web riêng. Mặc dù phạm vi chỉ ở trong nước Nhật, trang web cũng đã thu hút tới 2,5 triệu lượt người xem. Akutagawa lần đầu phát hiện ra khả năng dùng đầu của Oolong vào năm 1999. Những bức hình chụp con thỏ ở cùng một tư thế nhưng với nhiều đồ vật khác nhau trên đầu. Trang web được công nhận là tiên phong trong việc đăng hình ảnh lên mạng trong kỷ nguyên Internet.

## Chỉ trích
Chủ của Oolong, anh Akutagawa, chưa từng một lần xuất hiện trong các bức ảnh và bị nhiều người cáo buộc là hành hạ động vật. Akutagawa luôn bác bỏ những lời cáo buộc này: "Tôi rất ngạc nhiên vì có đông khách ghé thăm trang web này. Nhưng tôi hy vọng không ai hiểu lầm về ý tưởng của mình. Một số người viết thư cho tôi, cáo buộc tôi độc ác và nói rằng tôi đang lạm dụng vật nuôi. Tôi không có mục đích đó mà chỉ muốn khoe khả năng của Oolong. Đây không phải là trang web nhạo báng hay hành hạ thỏ",

## Tưởng nhớ
Oolong qua đời vào ngày 7 tháng 1 năm 2003. Akutagawa đã chụp những tấm ảnh về chú thỏ trong những ngày cuối đời và đăng một số bức lên website của mình. Anh quyết định xuất bản một cuốn sách ảnh để tưởng nhớ Oolong, với ảnh bìa là hình Oolong đang đội một cái bánh quế trên đầu. Bức hình Oolong đội bánh được cho là nổi tiếng nhất và được sử dụng rộng rãi như là một hình tượng của con thỏ này. Hình được chú thích "Thỏ con đầu bánh". Sau đó, Hironori Akutagawa đã có một con thỏ mới thay thế tên là Yuebing (giống thỏ lùn Hà Lan) và anh kỳ vọng nó cũng sẽ có những khả năng tương tự.